# Le Dictateur et le Hamac
Le Dictateur et le Hamac est un roman autobiographique de Daniel Pennac, paru le 7 mai 2003 aux éditions Gallimard.

## Résumé
À la suite d'une annonce de la part d'une sorcière à Manuel Pereira Da Ponte Martins, Président régnant en dictateur sur un pays d'Amérique centrale, prédisant son lynchage par une foule en colère, celui-ci est devenu agoraphobe et, pour conjurer le sort funeste qui lui est prédit, a l'idée d'engager un sosie pour prendre sa place, pendant que lui-même, une fois assurée  la formation du remplaçant, assouvira ses envies, longtemps réprimées, de voyages.
L'imprévu surgit lorsque le sosie, lui aussi désireux de vivre sa propre vie, décide à son tour d'engager un sosie pour occuper sa place, afin de donner libre cours à ses passions personnelles. La farce se répète plusieurs fois, s'accompagnant de péripéties diverses, tandis que l'auteur entrecoupe son récit de réflexions personnelles sur ses propres voyages en Amérique latine et sur sa vision du monde. D.Pennac enchaîne les anecdotes quant à son passé de citoyen du monde, et s'adresse directement au lecteur.

## Analyse
Par une approche en partie philosophique, les éléments de réflexions par rapport aux actions politiques (le bacalhau do menino, plat symbolique de la manipulation du psychisme populaire) et par rapport au sens de la vie humaine (mort insensée du sosie, déshumanisation et agoraphobie) s'enchaînent sans se ressembler, et l'auteur lance un appel à la perception de son lectorat.[réf. nécessaire]

## Éditions
- Daniel Pennac, Le Dictateur et le Hamac, éditions Gallimard, Paris, 2003, 399 p.,  (ISBN 2-07-075631-9), (BNF 38991755).
- Daniel Pennac, Le Dictateur et le Hamac, éditions Gallimard, coll. « Folio » no 4173, Paris, 2005, 409 p.,  (ISBN 2-07-030705-0), (BNF 39937458).

Livre audio
- Daniel Pennac, Le Dictateur et le Hamac (lu par Daniel Pennac), association Lire dans le noir, Paris, 2005, 6 disques compact (durée : 6 heures 40 minutes),  (EAN 3782812028508), (BNF 40037041). — Livre audio récompensé par le Grand Prix de l'Académie Charles Cros.